# قائمة مناطق الجبل الأسود
 اعتبارا من عام 2011، تم تحديد مناطق الجبل الأسود، بموجب قانون التنمية الإقليمية للجبل الأسود (Zakon o regionalnom razvoju). تتوافق المناطق تقريبا مع التقسيم غير الرسمي والعامي للمناطق في الجبل الأسود، والذي يُستخدم غالبا في وسائل الإعلام وبين المواطنين.
المناطق ليست تقسيمات إدارية في حد ذاتها؛ بل يتم استخدامها فقط لأغراض إحصائية وتحليلية، للمساعدة في إنشاء الخطوط العريضة للتنمية الاقتصادية في الجبل الأسود. هذا التعريف الرسمي لمناطق الجبل الأسود هو واحد من العديد من التعريفات التي يتم استخدامها يوميا في البلاد. ومع ذلك، فإن هذا التقسيم إلى ثلاث مناطق هو الأكثر انتشارا :

## قائمة
| اسم                                               | منطقة              | منطقة                                                         | تعداد السكان | تعداد السكان                            | البلديات | خريطة |
| ------------------------------------------------- | ------------------ | ------------------------------------------------------------- | ------------ | --------------------------------------- | -------- | ----- |
| المنطقة الوسطى Централни регион منطقة سينترني     | 4,917 كيلومتر مربع | 2,065 كيلومتر مربع (نيكشيتش) - 501 كيلومتر مربع (دانيلوفغراد) | 279,419      | - 187,085 (بودغوريتشا) - 12,096 (توزي)  | 5        |       |
| المنطقة الساحلية Приморски регион منطقة بريمورسكي | 1,591 كيلومتر مربع | - 598 كيلومتر مربع (البار) - 46 كيلومتر مربع (تيفات)          | 146,784      | - 42,068 (بار) - 1,410 (تيفات)          | 6        |       |
| المنطقة الشمالية Сјеверни регион منطقة سفيريني    | 8,399 كيلومتر مربع | - 1,346 كيلومتر مربع (بلييفليا) - 173 كيلومتر مربع (بيتنيكا)  | 195,991      | - 46,181 (بيجيلو بولي) - 2,947 (شافنيك) | 13       |       |

## المنطقة الوسطى
تتكون هذه المنطقة من أربع بلديات، وتعد أكثر المناطق اكتظاظا بالسكان، وتضم عاصمة البلاد بودغوريتشا، والعاصمة التاريخية ستنيي، والمركز الصناعي نيكشيتش. تقع معظم المراكز الاقتصادية والثقافية والتعليمية والإدارية للجبل الأسود داخل المنطقة.
| البلدية     | المساحة      | المساحة | تعداد السكان | تعداد السكان | الأغلبية العرقية | اللغة السائدة | الدين السائد          |
| البلدية     | كيلومتر مربع | مرتبة   | مجموع        | مرتبة        | الأغلبية العرقية | اللغة السائدة | الدين السائد          |
| ----------- | ------------ | ------- | ------------ | ------------ | ---------------- | ------------- | --------------------- |
| ستنيي       | 899          | 3       | 16757        | 4            | المونتينيغريون   | المونتينيغرية | الأرثوذكسية الشرقية   |
| دانيلوفغراد | 501          | 4       | 17678        | 3            | المونتينيغريون   | الصربية       | الأرثوذكسية الشرقية   |
| نيكشيتش     | 2065         | 1       | 72824        | 2            | المونتينيغريون   | الصربية       | الأرثوذكسية الشرقية   |
| بودغوريتشا  | 1399         | 2       | 187085       | 1            | المونتينيغريون   | المونتينيغرية | الأرثوذكسية الشرقية   |
| توزي        | 236          | 5       | 12096        | 5            | الألبان          | الألبانية     | الكاثوليكية الرومانية |

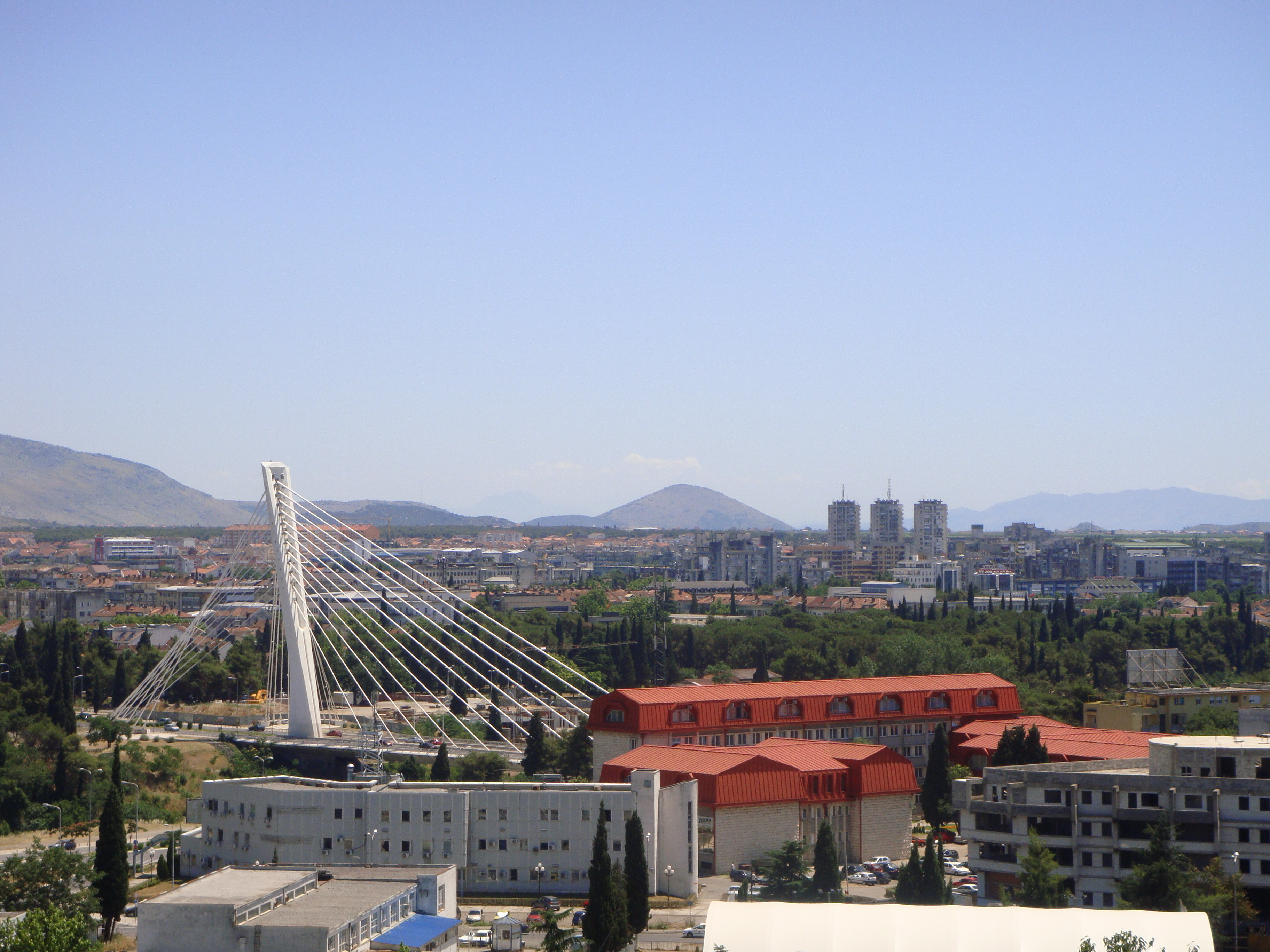
بودغوريتسا
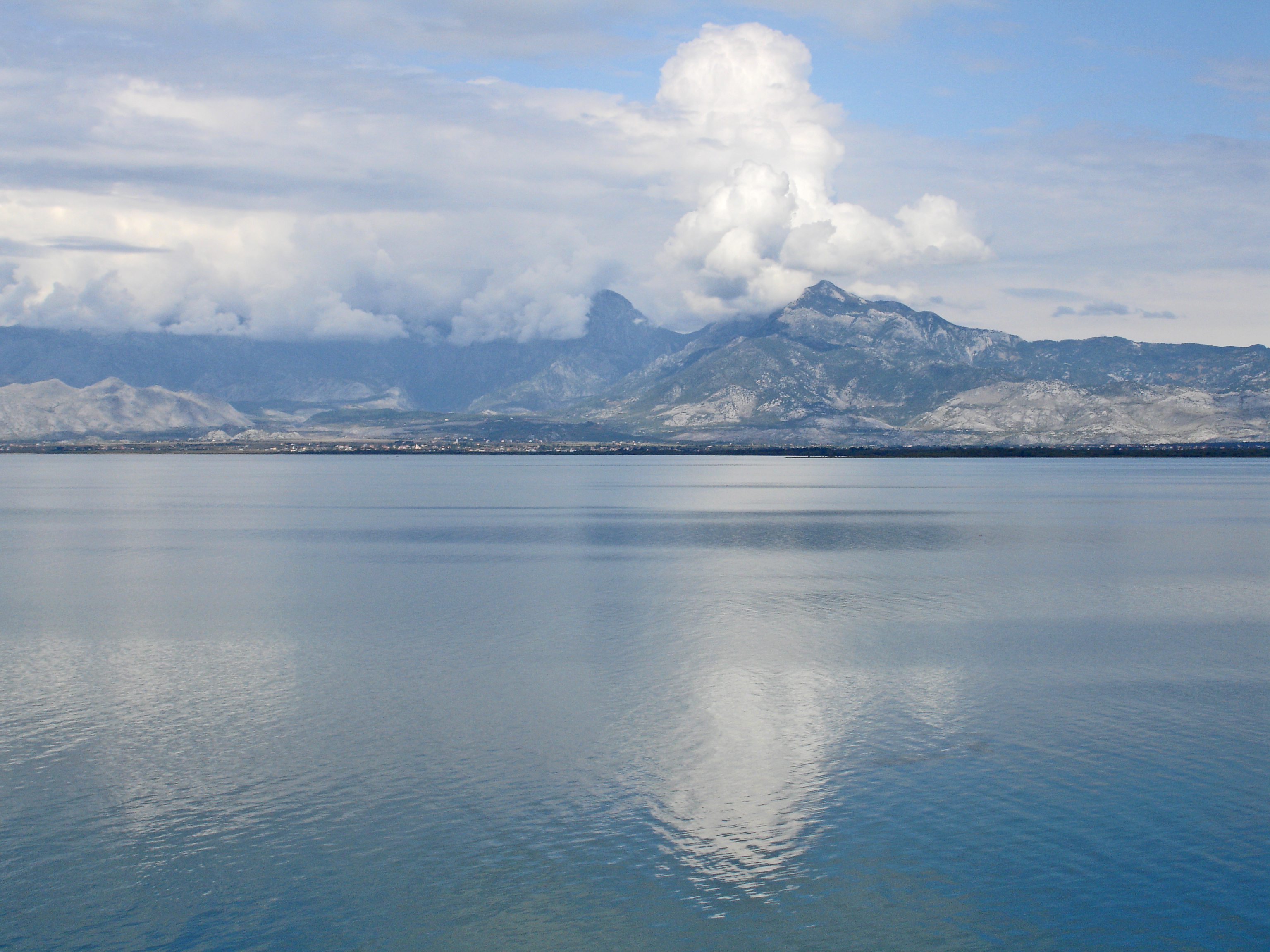
بحيرة سكيوتاري
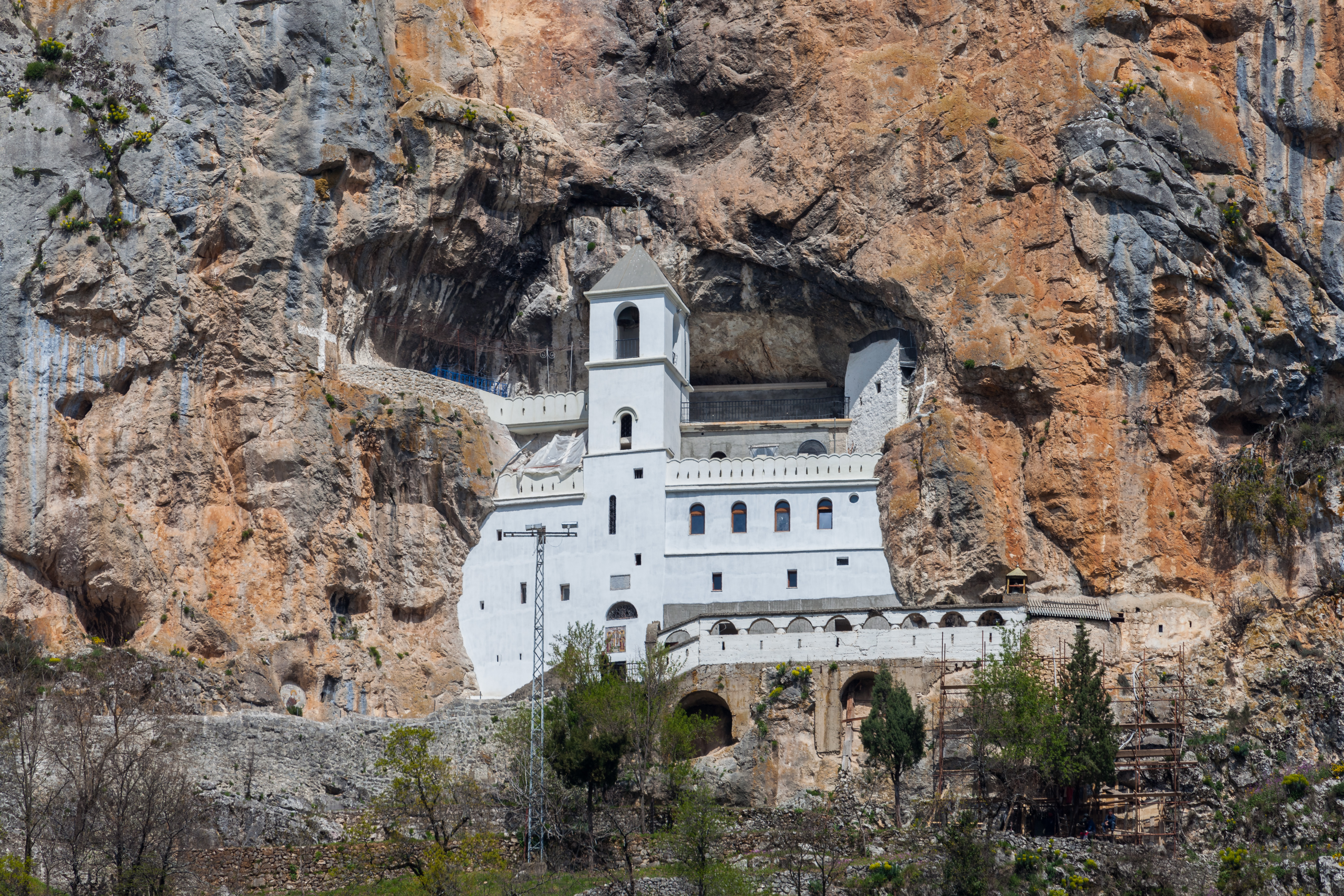
دير أوستروج
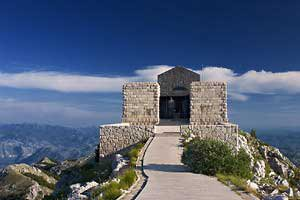
ضريح نيغوس
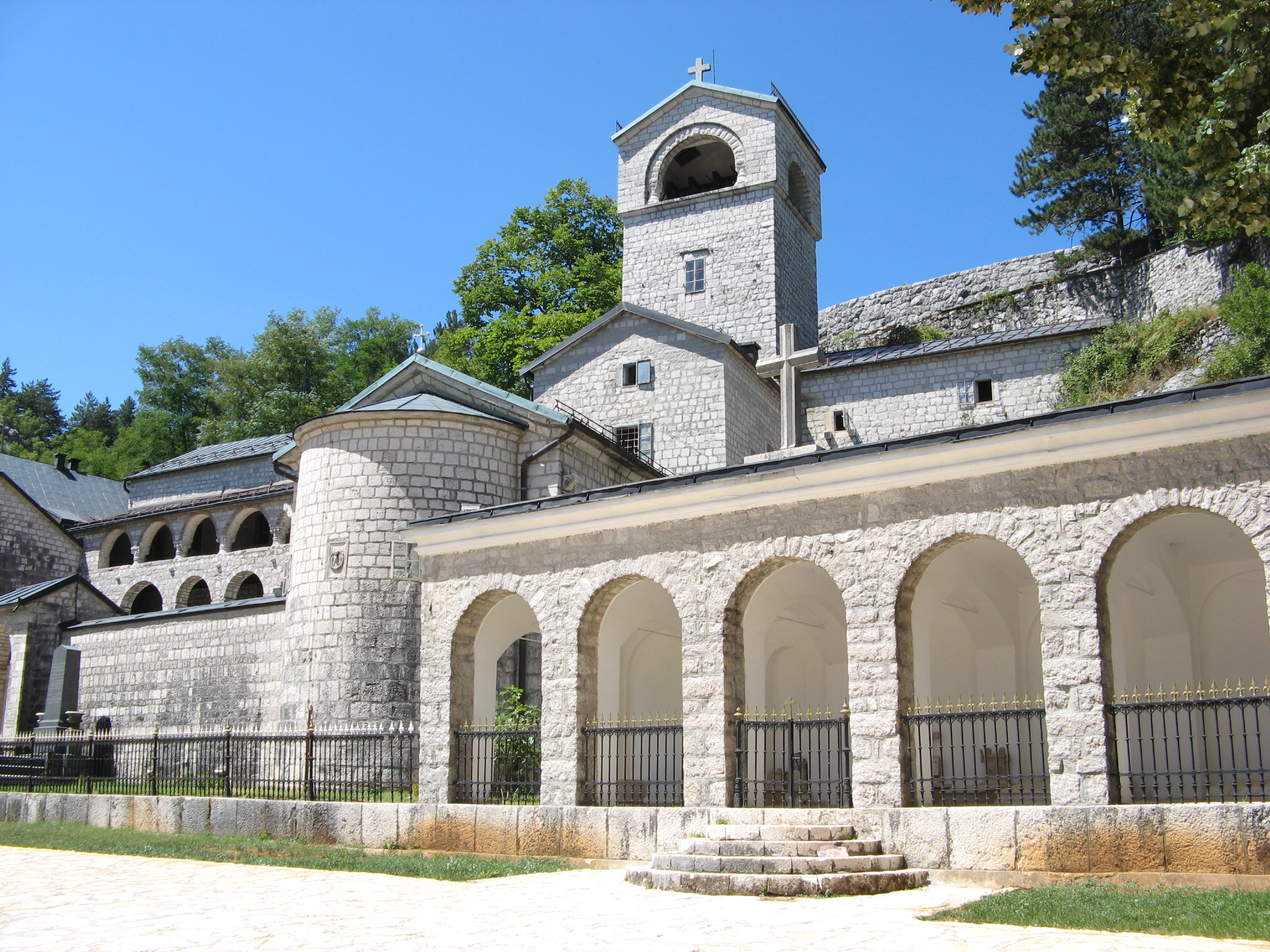
دير ستنيي
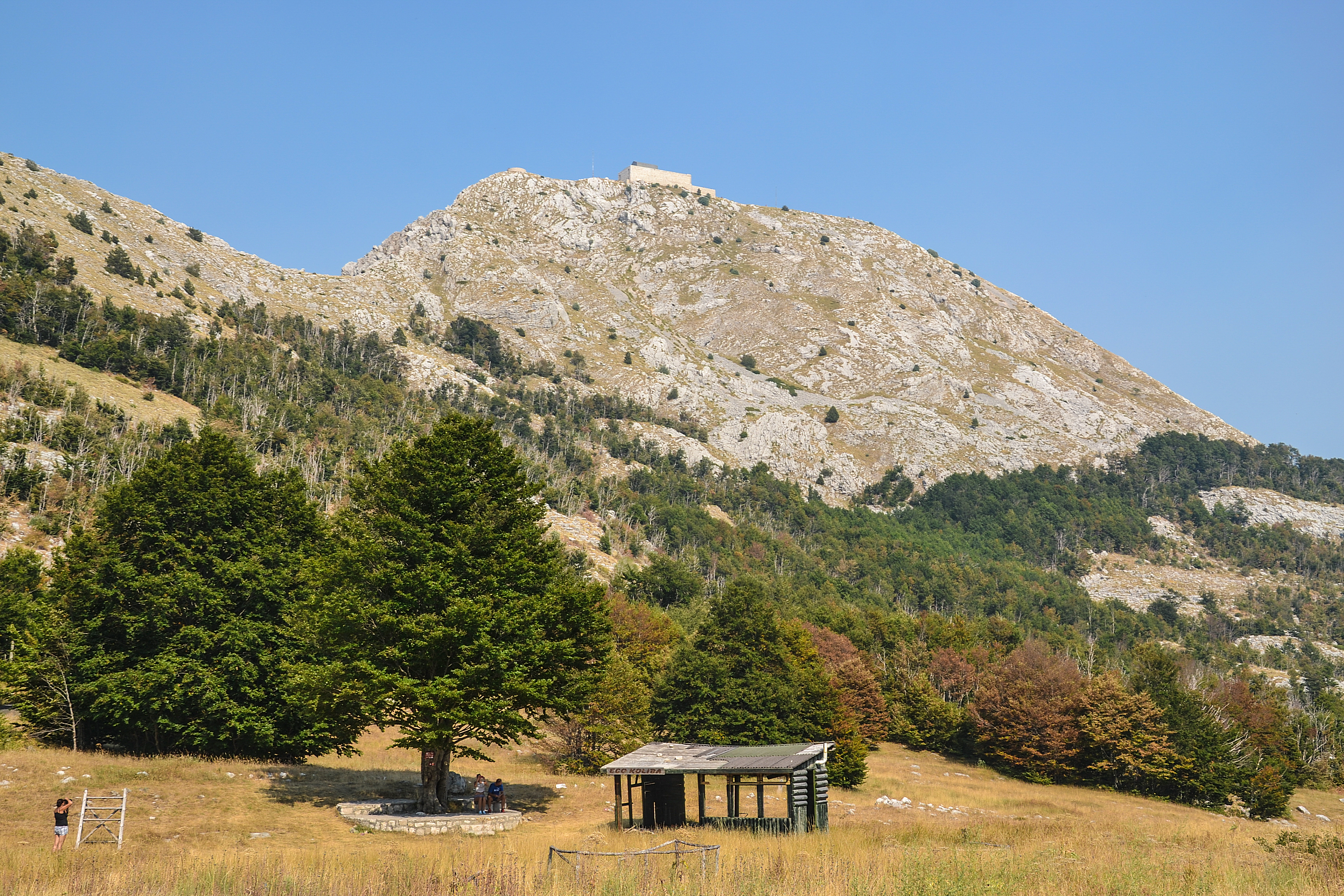
لوفين
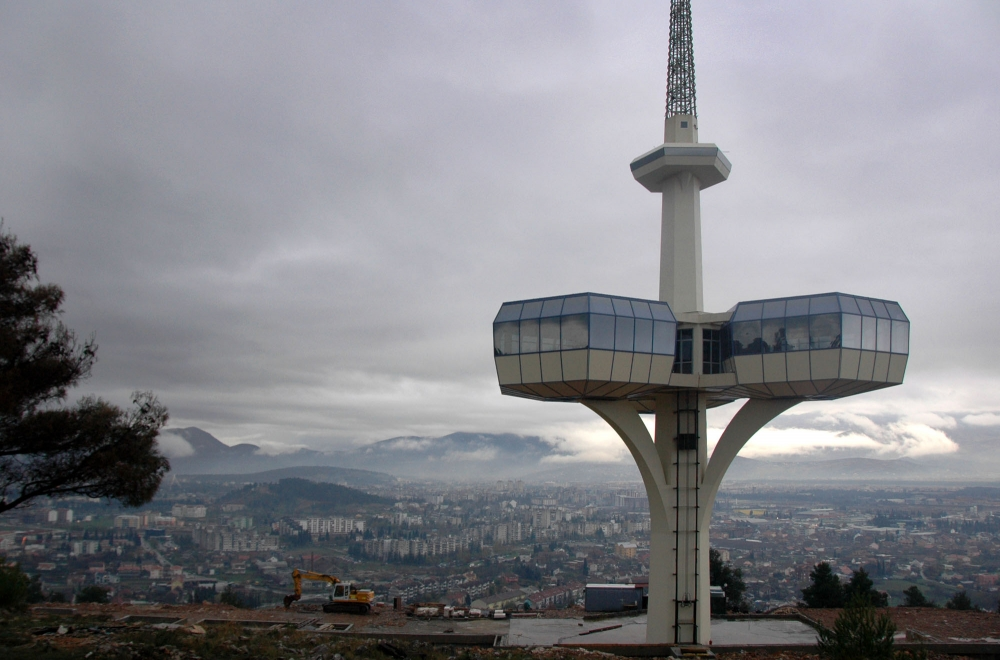
بودغوريتسا
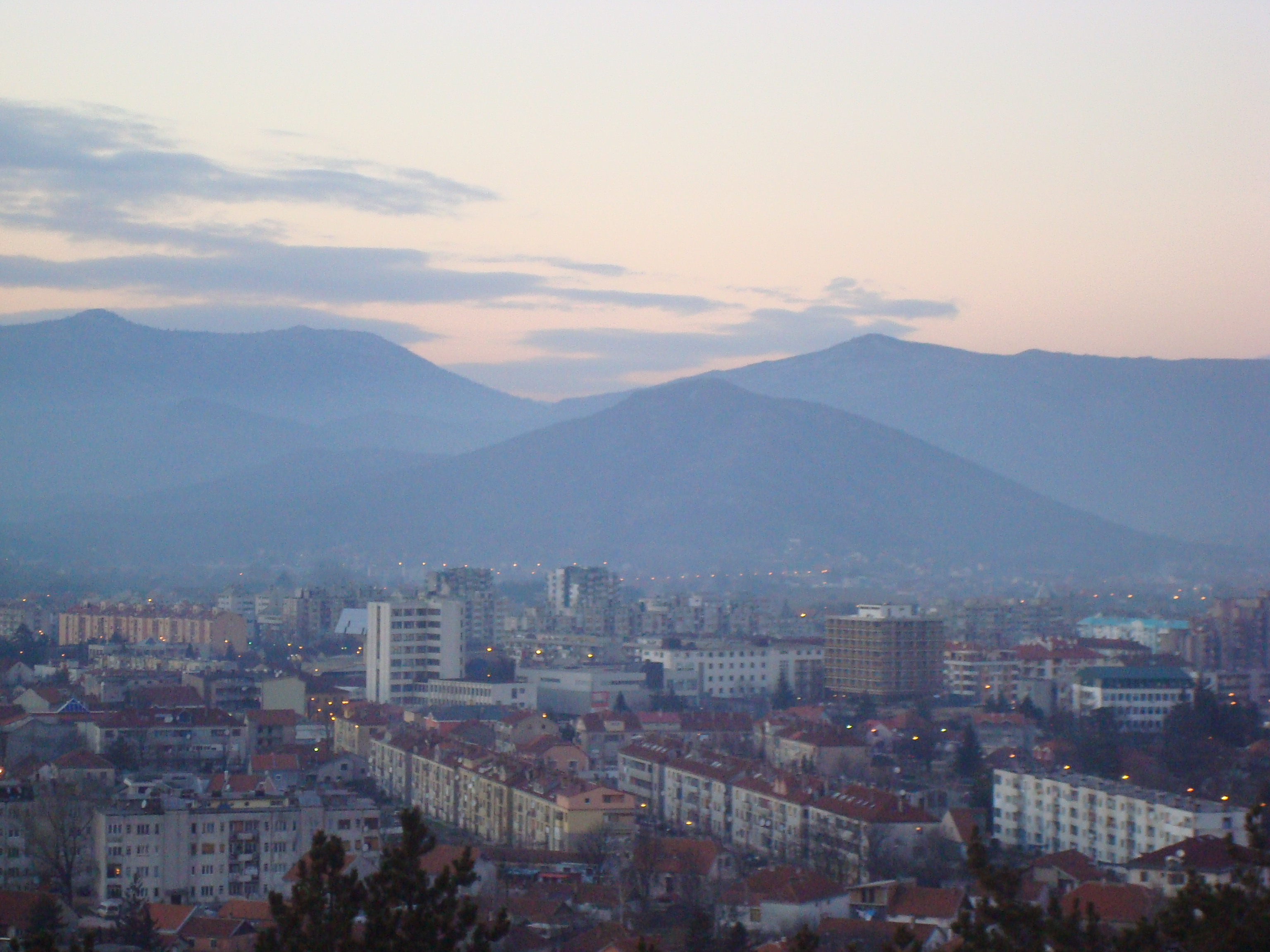
نيكشيتش

## المنطقة الساحلية
تتكون هذه المنطقة الواقعة في أقصى الجنوب من بلديات تُطل على البحر الأدرياتيكي. هذه المنطقة موجهة أساسا نحو السياحة، ويبلغ عدد سكانها 146,784 نسمة (2003). تنقسم المنطقة إلى البلديات التالية :
| البلدية   | المساحة      | المساحة | تعداد السكان | تعداد السكان | الأغلبية العرقية | اللغة السائدة | الدين السائد        |
| البلدية   | كيلومتر مربع | مرتبة   | مجموع        | مرتبة        | الأغلبية العرقية | اللغة السائدة | الدين السائد        |
| --------- | ------------ | ------- | ------------ | ------------ | ---------------- | ------------- | ------------------- |
| بار       | 598          | 1       | 42368        | 1            | المونتينيغريون   | المونتينيغرية | الأرثوذكسية الشرقية |
| بودفا     | 122          | 5       | 19170        | 5            | المونتينيغريون   | الصربية       | الأرثوذكسية الشرقية |
| هرسك نوفي | 235          | 4       | 30992        | 2            | الصرب            | الصربية       | الأرثوذكسية الشرقية |
| كوتور     | 335          | 2       | 22799        | 3            | المونتينيغريون   | الصربية       | الأرثوذكسية الشرقية |
| تيفات     | 46           | 6       | 14111        | 6            | المونتينيغريون   | الصربية       | الأرثوذكسية الشرقية |
| أولسيني   | 255          | 3       | 20265        | 4            | الألبان          | الألبانية     | الإسلام السني       |

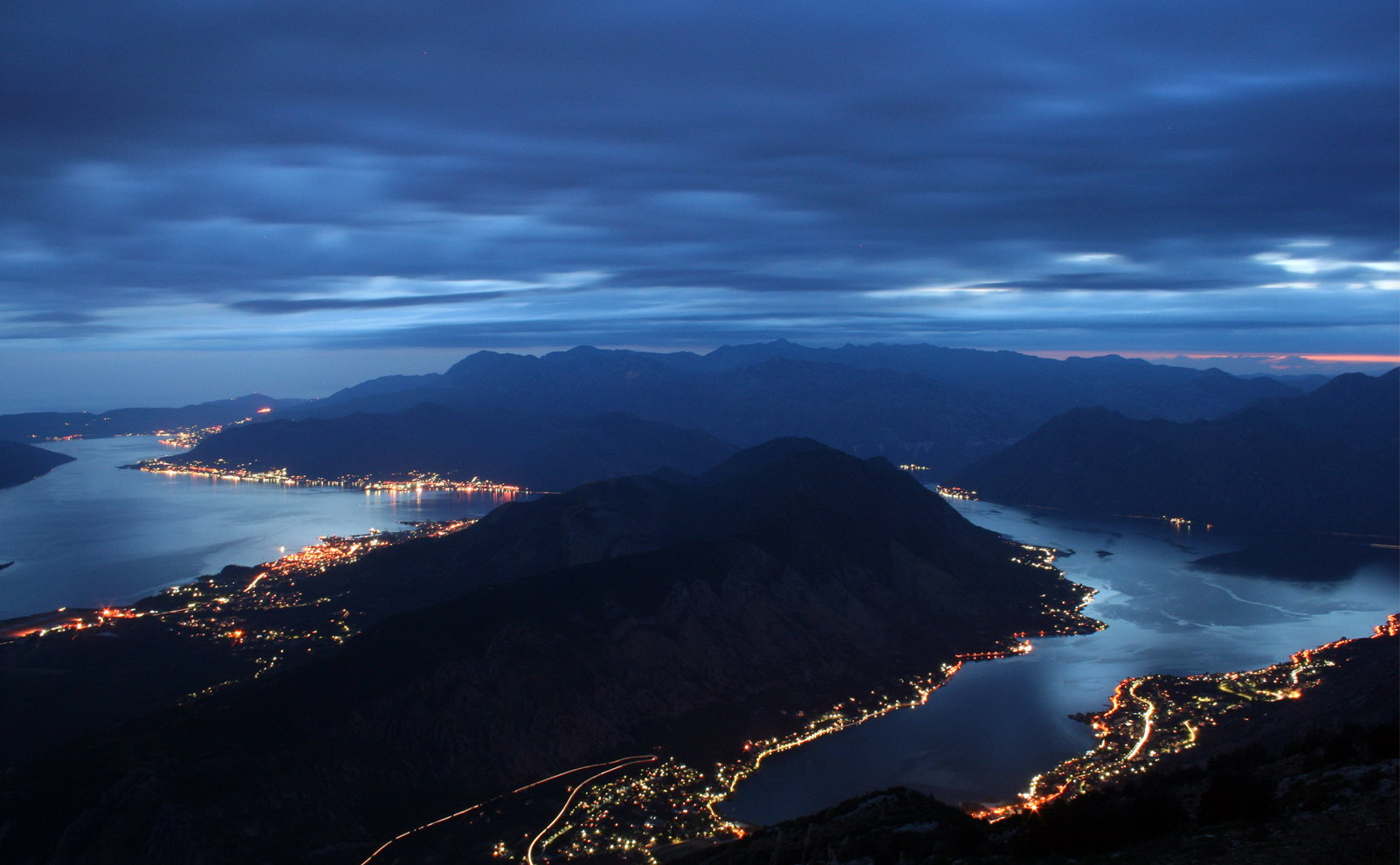
خليج كوتور
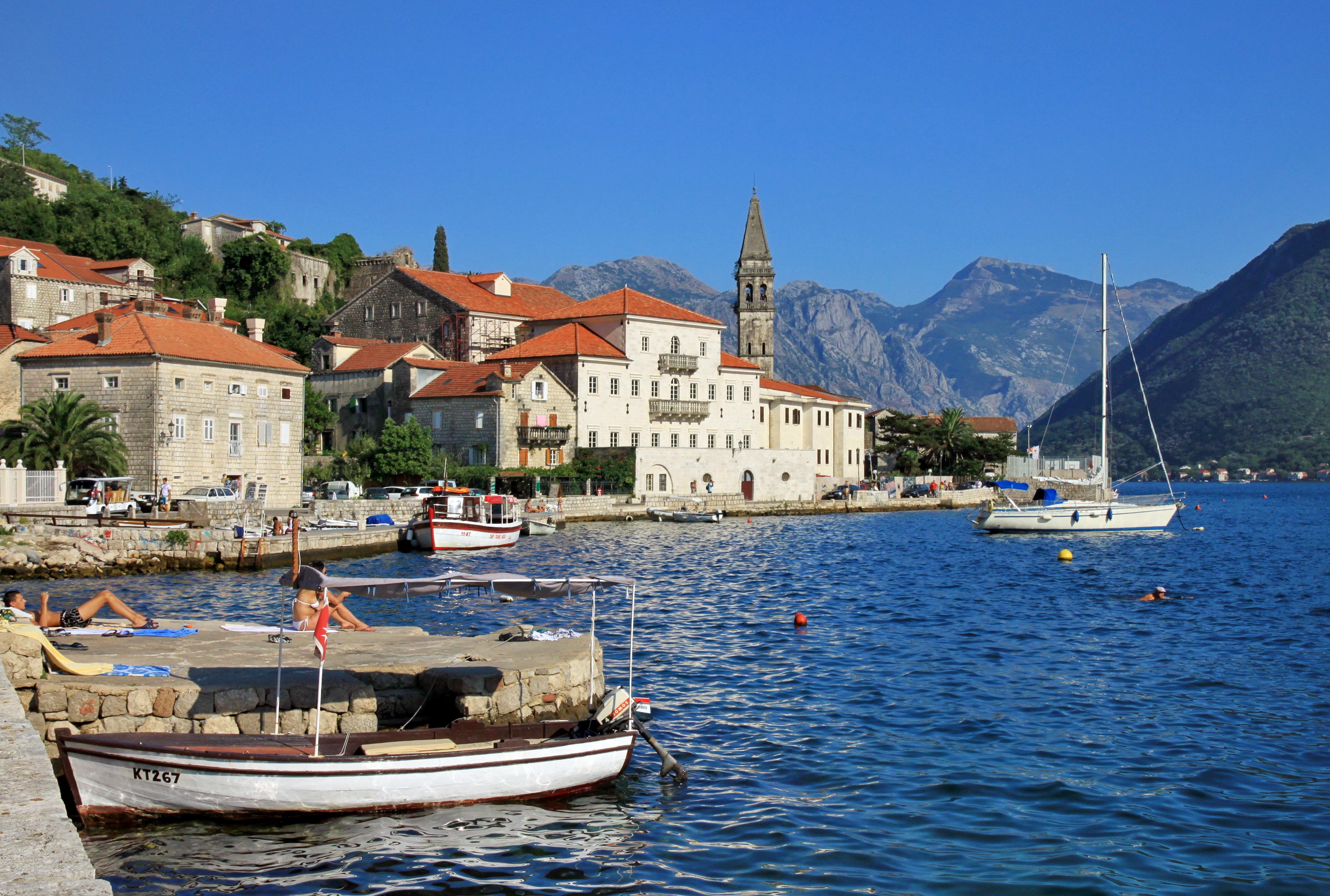
بيراست
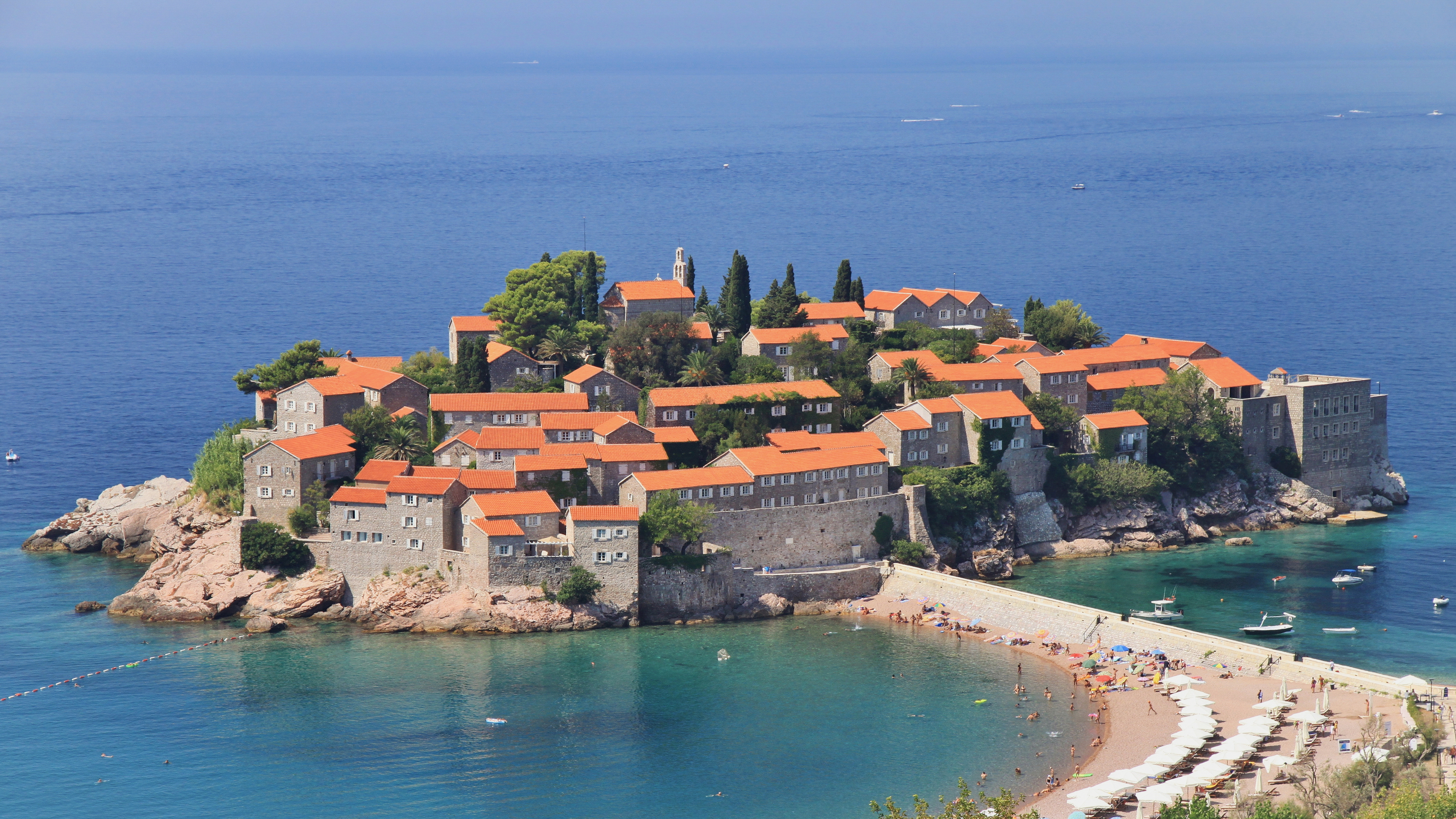
سويتي ستيفان
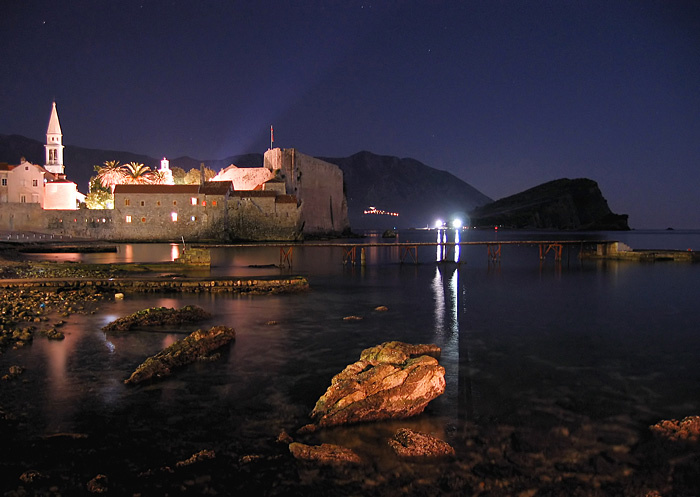
بودفا
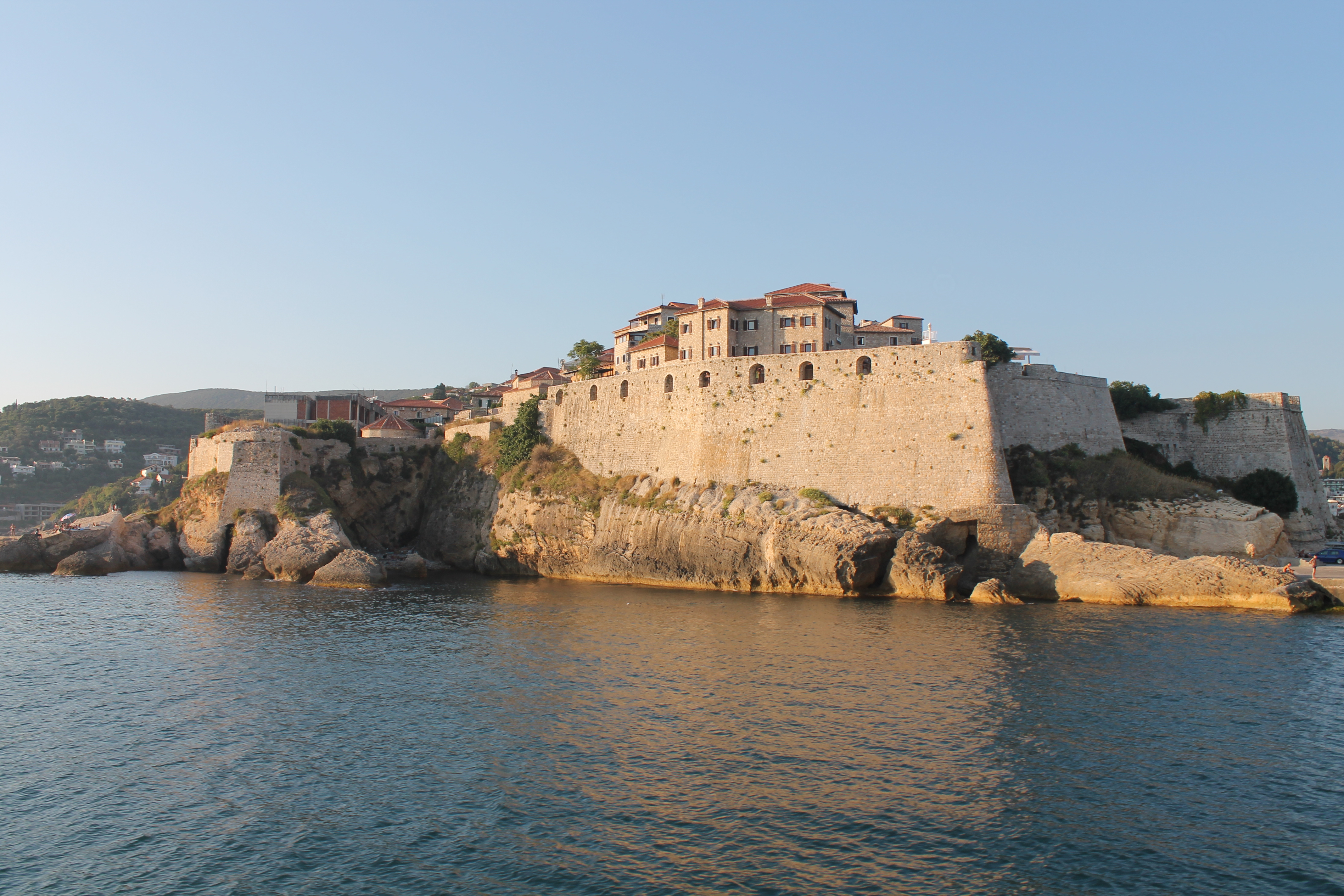
أولسيني
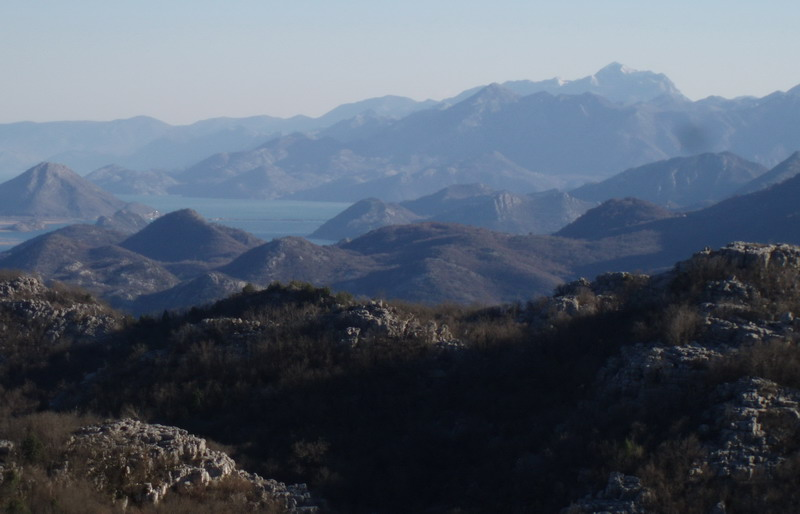
روميا
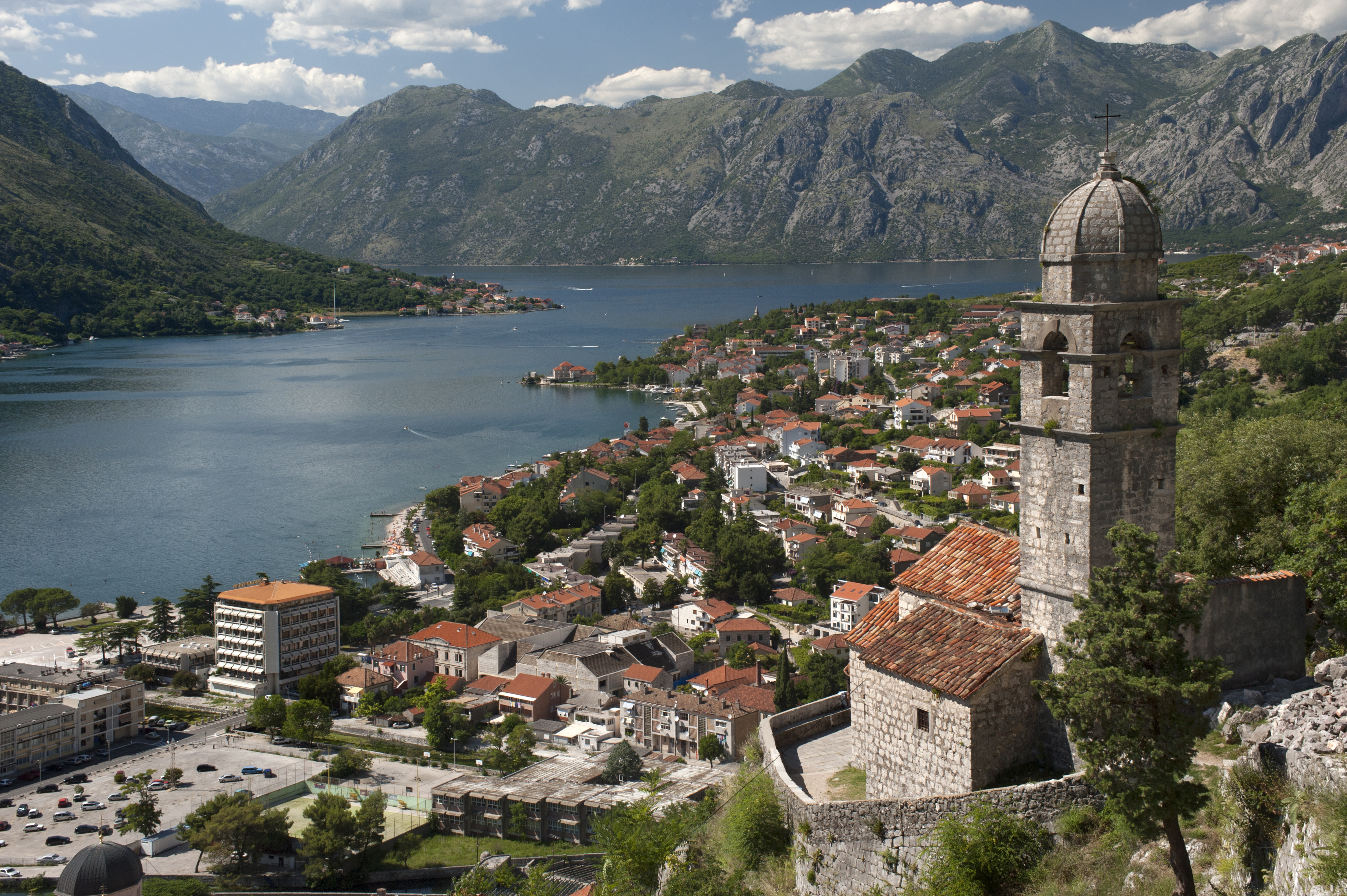
كوتور
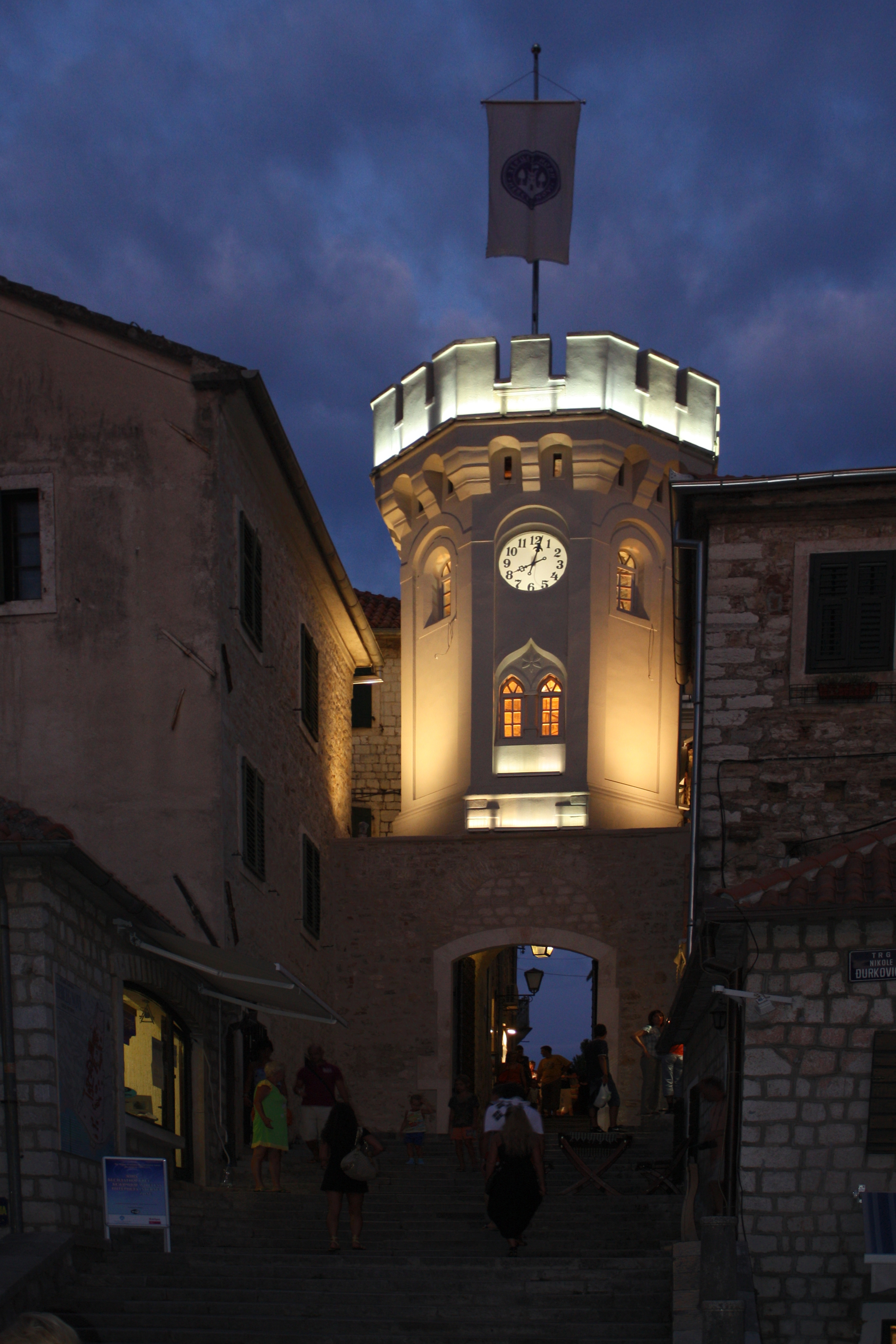
هرسك نوفي

## المنطقة الشمالية
المنطقة الشمالية تضم 11 بلدية وهي الأكبر من حيث المساحة، وتشمل الجزء الجبلي قليل الكثافة السكانية من الجبل الأسود. مع تدهور الصناعات الثقيلة في التسعينيات، شهدت المنطقة صعوبات اقتصادية دائمة وهجرة للسكان نحو المنطقتين الجنوبيتين.
| البلدية     | المساحة      | المساحة | تعداد السكان | تعداد السكان | الأغلبية العرقية | اللغة السائدة | الدين السائد        |
| البلدية     | كيلومتر مربع | مرتبة   | مجموع        | مرتبة        | الأغلبية العرقية | اللغة السائدة | الدين السائد        |
| ----------- | ------------ | ------- | ------------ | ------------ | ---------------- | ------------- | ------------------- |
| أندرييفيتسا | 283          | 12      | 5117         | 10           | الصرب            | الصربية       | الأرثوذكسية الشرقية |
| بيراني      | 544          | 6       | 28305        | 3            | الصرب            | الصربية       | الأرثوذكسية الشرقية |
| بيجيلو بولي | 924          | 2       | 46676        | 1            | الصرب            | الصربية       | الأرثوذكسية الشرقية |
| غوسيني      | 486          | 8       | 13108        | 6            | البوشناق         | البوسنية      | الإسلام السني       |
| كولاسين     | 897          | 3       | 8420         | 8            | المونتينيغريون   | الصربية       | الأرثوذكسية الشرقية |
| مويكوفاتش   | 367          | 11      | 8669         | 7            | المونتينيغريون   | الصربية       | الأرثوذكسية الشرقية |
| بيتنيتسا    | 173          | 13      | 6686         | 9            | البوشناق         | البوسنية      | الإسلام السني       |
| بلاف        | 486          | 7       | 13549        | 5            | البوشناق         | البوسنية      | الإسلام السني       |
| بلوزين      | 854          | 4       | 3286         | 12           | الصرب            | الصربية       | الأرثوذكسية الشرقية |
| بليفليا     | 1346         | 1       | 31060        | 2            | الصرب            | الصربية       | الأرثوذكسية الشرقية |
| روزاي       | 432          | 10      | 23312        | 4            | البوشناق         | البوسنية      | الإسلام السني       |
| سافنيك      | 553          | 5       | 2077         | 13           | المونتينيغريون   | الصربية       | الأرثوذكسية الشرقية |
| زبلجك       | 445          | 9       | 3599         | 11           | المونتينيغريون   | الصربية       | الأرثوذكسية الشرقية |

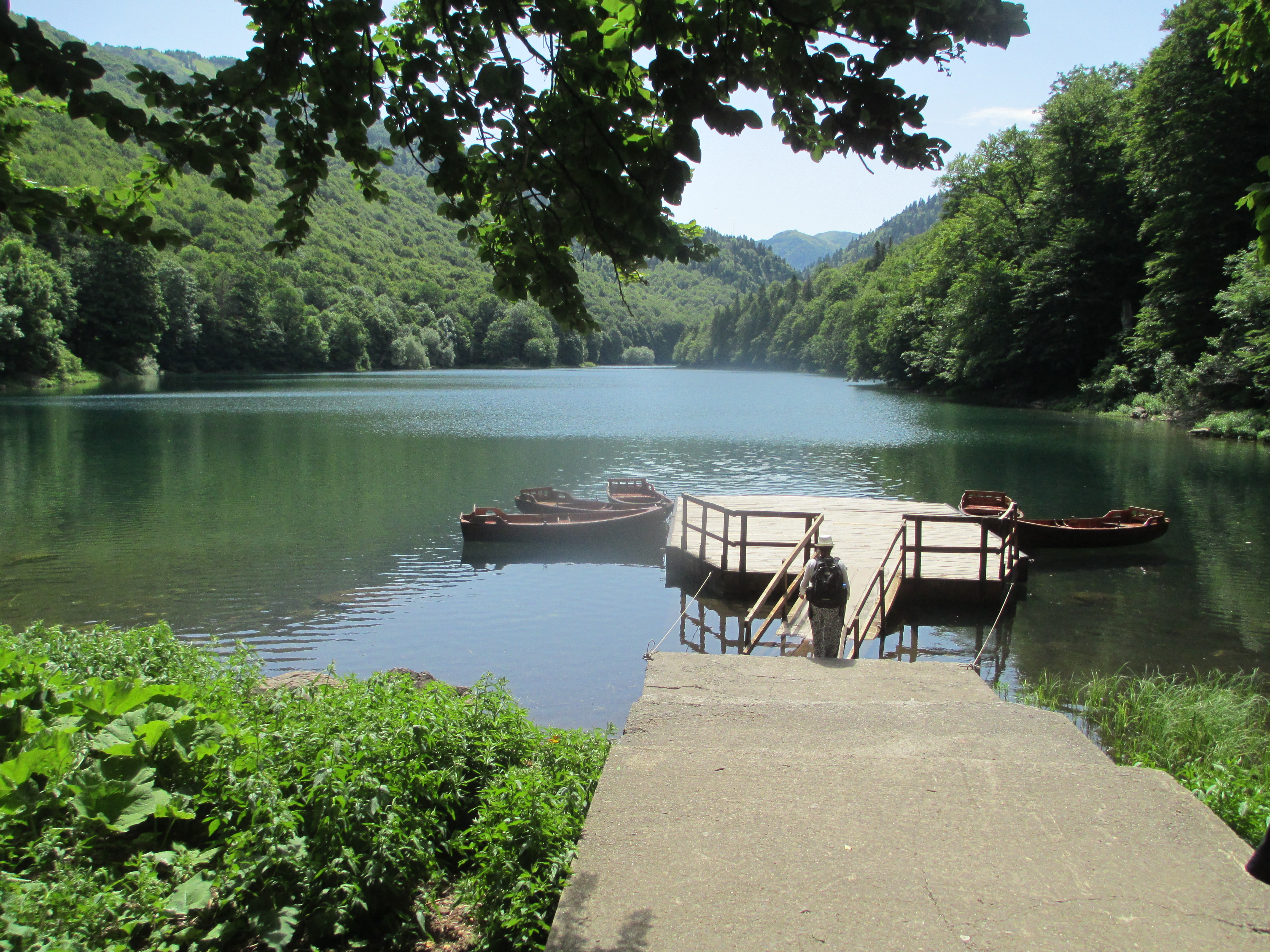
بيوجرادسكا جورا
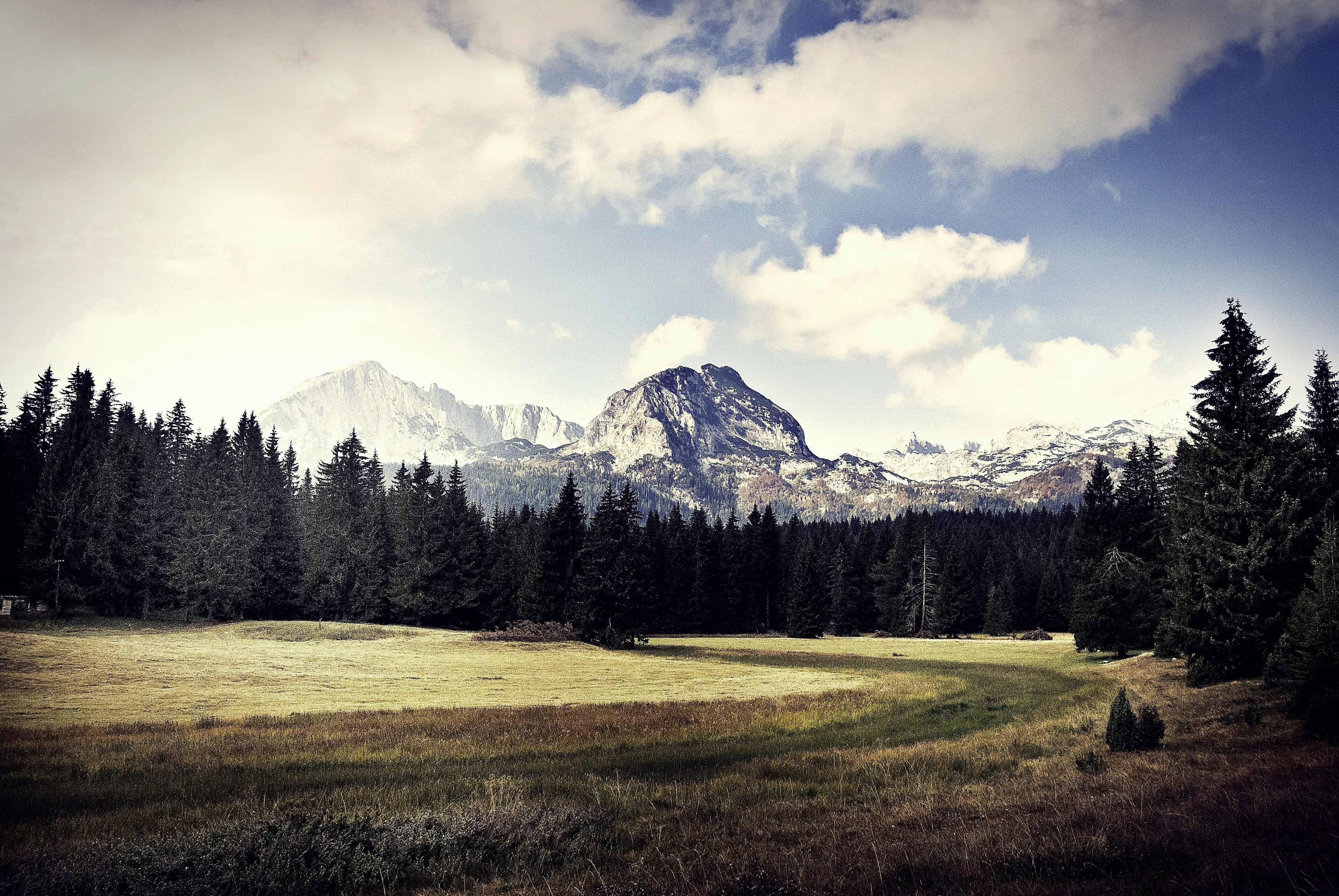
منتزه دورميتور الوطني
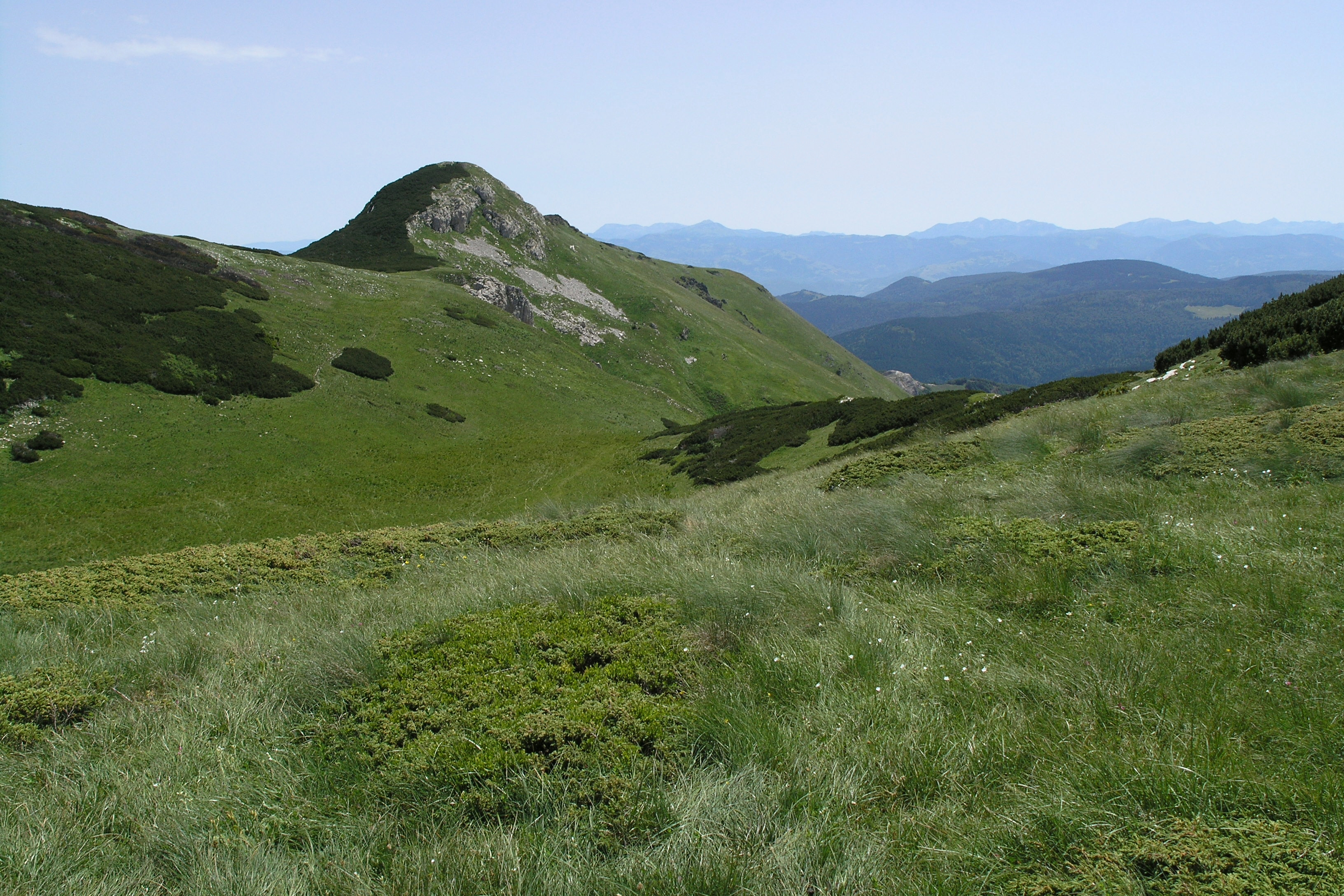
بيلاسيتسا
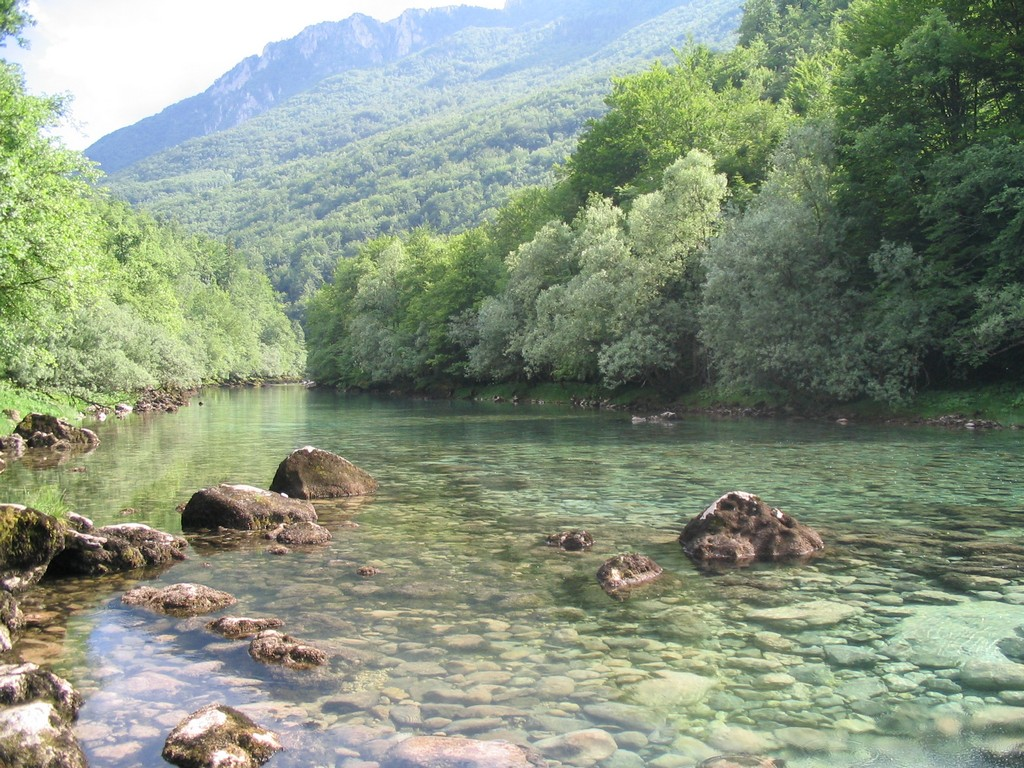
نهر بيفا
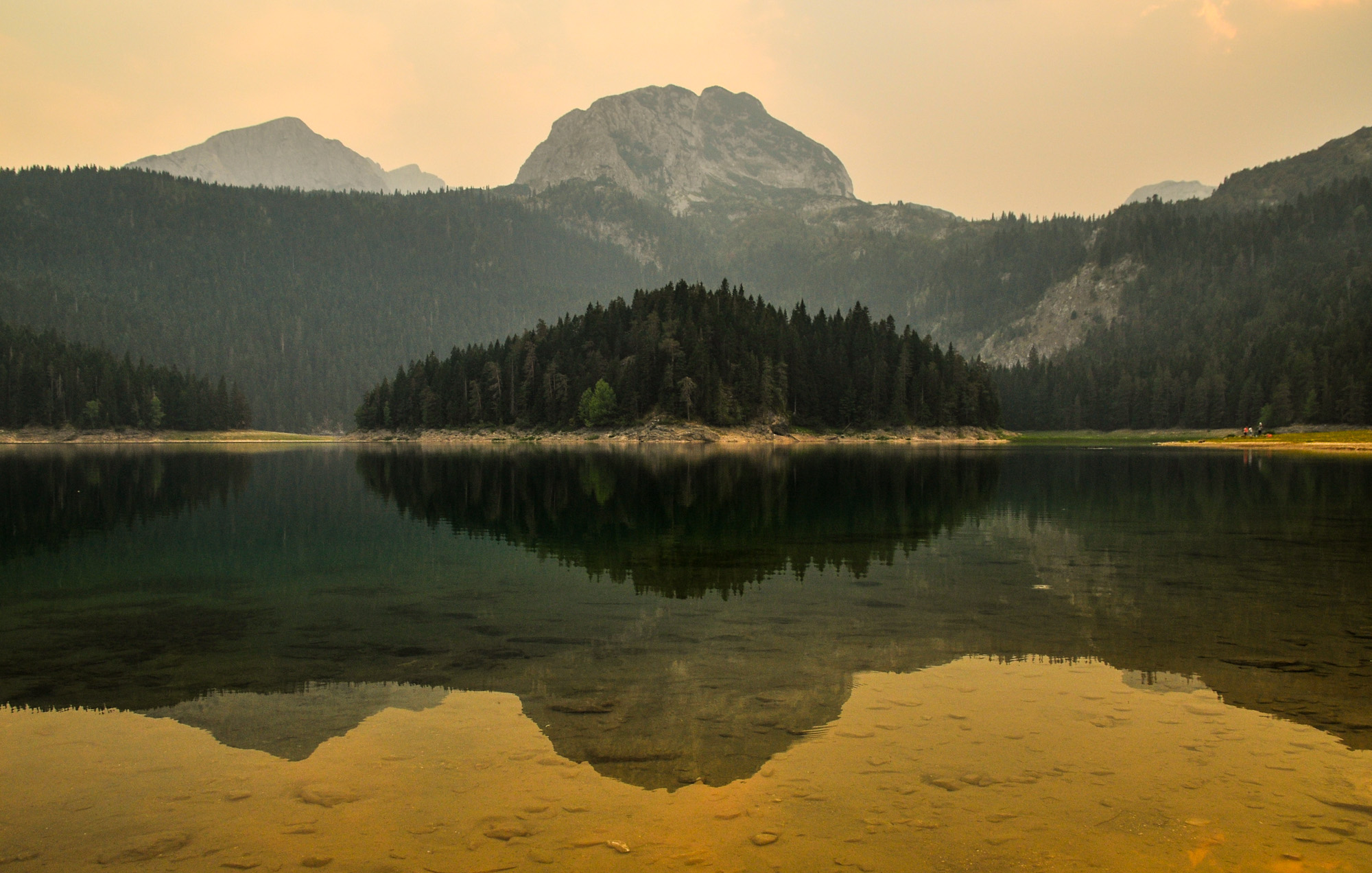
البحيرة السوداء
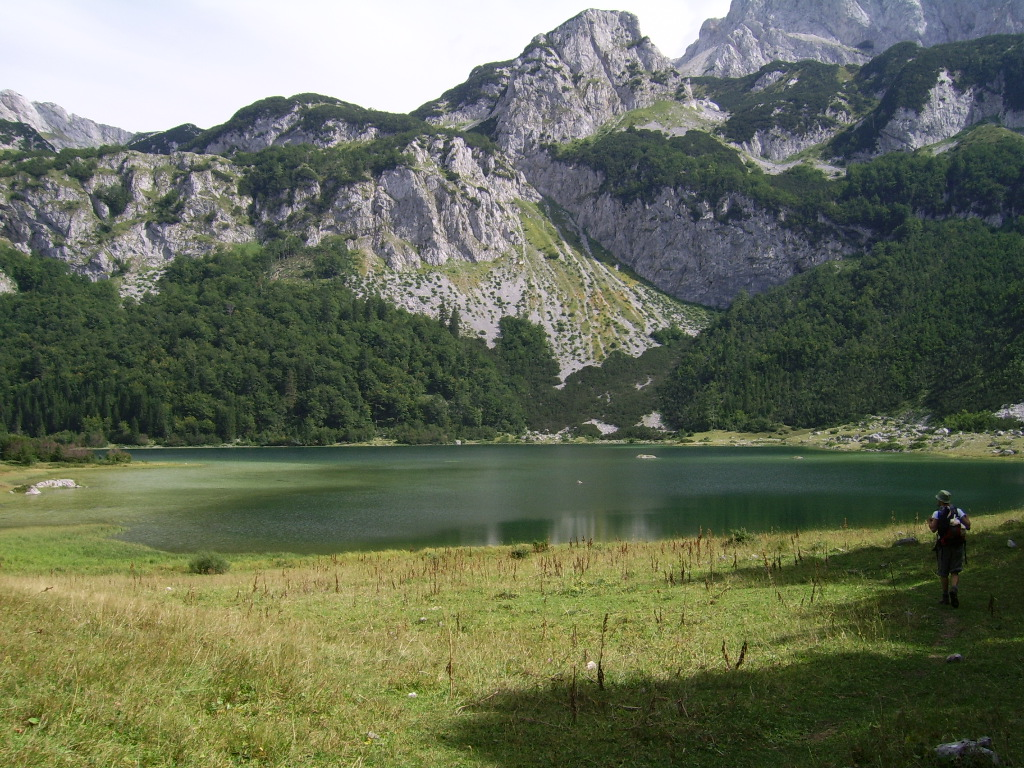
بحيرة ترنوفاسكو
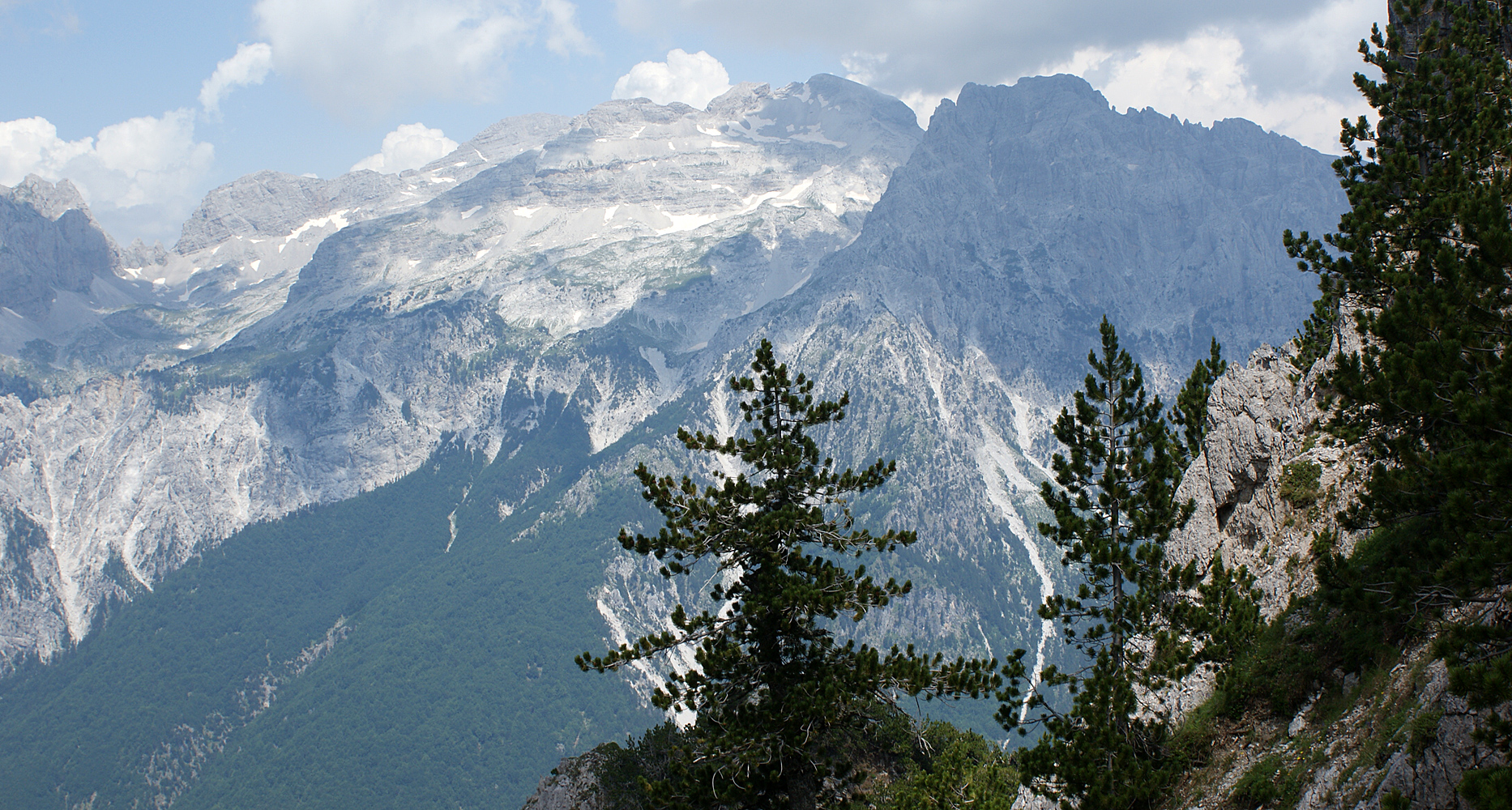
جبال الألب الألبانية
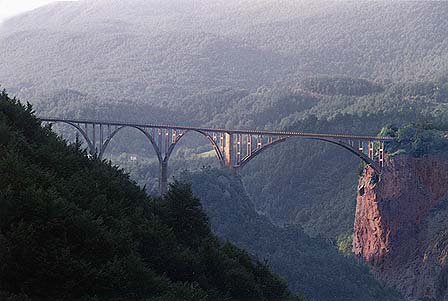
جسر دورديفيتسا تارا